# Dionisio Anzilotti

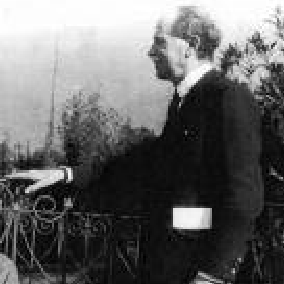
Dionisio Anzilotti

Dionisio Anzilotti (Pescia, 20 februari 1869 - aldaar, 23 augustus 1950) was een Italiaans hoogleraar in het internationaal recht te Palermo, Bologna en te Rome en rechter bij het Permanent Hof van Internationale Justitie.

## Opleiding
Anzilotti studeerde te Pisa en werd advocaat te Florence. Hier doceerde hij aan het Instituut voor Sociale Wetenschappen, en werd achtereenvolgens hoogleraar in het Internationaal Recht te Palermo, Bologna en in 1911 in Rome.

## Loopbaan
Anzilotti richtte in 1906, samen met Ricci Busatti het Italiaanse tijdschrift voor internationaal recht op, de Rivista di Diritto Internazionale. Gedurende de tijd dat hij lid was van de Raad voor diplomatiek contentieux, als raadsman van de regering bij enige belangrijke zaken voor het Permanent Hof van Arbitrage, als lid van de commissie voor internationaal privaatrecht, kwam hij in aanraking met de praktijk van het internationale recht. Anzilotti was in 1919 verbonden aan de Italiaanse delegatie voor de Vredesconferentie; het jaar daarop werd hij adjunct secretaris-generaal van de Volkenbond. Hij verkreeg de taak om de oprichting van het Bondsgerechtshof, het Permanente Hof van Internationale Justitie, voor te bereiden. Samen met Hammerskjöld vormde hij het secretariaat van de juristencommissie, die in 1920 ook het ontwerp van het Hofstatuut opstelde. Anzilotti was van 1928-1930 president van het Hof. Ook als rechter bleef hij actief tot begin 1940, formeel tot in het begin van het jaar 1946, toen het Hof door het nieuwe van de Verenigde Naties werd vervangen.
Anzilotti's colleges inzake het internationale recht, Corso di diritto internazionale, ad uso degli studenti dell' Università di Roma werden in drie delen uitgegeven, het eerste in 1915, de derde, aangevulde, uitgave in 1928. Hij toonde zich hierin een aanhanger van de theorie van het internationale recht van het Duitse Keizerrijk van 1871. Deze theorie stelde de verhouding tussen het nationale en het internationale recht als probleem. Volgens Anzilotti's dogmatiek vormden zij twee volmaakt gescheiden rechtsgebieden, waartussen strijd zelf niet kan bestaan. Als rechter bij het Hof van Internationale Justitie streefde Anzilotti ernaar de procedures technisch zo zuiver mogelijk en daarbij zo rechtvaardig mogelijk te doen zijn. Hij ging zover om de adviserende functie, die het grondverdrag van de Volkenbond naast de rechtsprekende voor het Hof voorzien had, alleen toelaatbaar te achten, voor zover het Hof bij machte was tot een advies te komen met inachtname van de procedure, die gold voor de rechtsprekende functie. Hij kwam er steeds op terug, dat wanneer aan die voorwaarde niet kon worden voldaan het geen plichtsverzaking, maar plichtsvervulling was het advies te weigeren. De onmogelijkheid, waarin het Hof zich achtte te bevinden om te adviseren in het geschil tussen Finland en Rusland over Oost-Carelië (1923) had dan ook zijn volle instemming. Rusland had toen geweigerd voor het Hof te verschijnen; het elementaire audi et alteram partem had dus niet kunnen worden toegepast. Anzilotti was vooral een meester in de kunst der tekstuitlegging, waarbij zijn begrip voor de realiteit der dingen ieder formalisme uitsloot. Gedurende zijn bewind aan het Hof werden onder meer de volgende zaken behandeld: het Belgisch-Bulgaarse proces (1939), het proces tussen de vier grote geallieerden en Duitsland over onzijdigheidsrecht (1923), de advieszaak met betrekking tot de rechtmatigheid van de Duits-Oostenrijkse douane-unie (1931), het grote Deens-Noorse geding over Oost-Groenland (1933), het Brits-Belgische proces met betrekking tot de handelsvaart op de Kongo (1934), enz. Anzilotti werd in 1936 benoemd tot buitenlands lid van de Koninklijke Nederlandse Akademie van Wetenschappen.
- Bibsys: 14070510
- Biblioteca Nacional de España: XX1194249
- Bibliothèque nationale de France: cb123956209 (data)
- Biografisch Portaal: 45337620
- CiNii: DA01238278
- Gemeinsame Normdatei: 117662054
- International Standard Name Identifier: 0000 0001 1682 7414
- Library of Congress Control Number: n85351825
- Bibliotheek van het Japanse parlement: 00431609
- Nationale Bibliotheek van Tsjechië: xx0051384
- Nationale Bibliotheek van Israël: 987007278069005171
- Nationale en Universitaire bibliotheek Zagreb: 000452889
- Nederlandse Thesaurus van Auteursnamen: 075058693
- Réseau des bibliothèques de Suisse occidentale: 02-A002933687
- Istituto Centrale per il Catalogo Unico: TO0V052383
- Système universitaire de documentation: 033050481
- Virtual International Authority File: 88056782
- WorldCat: E39PBJc3Fc9vHv4mXhxgrRqvpP